# Roncus sardous
Roncus sardous är en spindeldjursart som beskrevs av Beier 1955. Roncus sardous ingår i släktet Roncus och familjen helplåtklokrypare. Inga underarter finns listade i Catalogue of Life.